# Andrias jiangxiensis
Andrias jiangxiensis — вид хвостатих земноводних родини критозябрецевих. Описаний у 2022 році. Це єдиний вид китайських велетенських саламандр, який має генетично чисту дику популяцію. Вважається, що він відділився від інших представників роду в ранньому пліоцені (приблизно 4,95 мільйона років тому).

## Поширення
Ендемік Китаю. Відомий лише у двох місцевостях в повіті Цзін'ань провінції Цзянсі.

## Опис
A. jiangxiensis відрізняється від трьох раніше описаних китайських і японських видів Andrias гладкою головою з нечіткими горбками.